# Aek Kundur
Aek Kundur is een bestuurslaag in het regentschap Padang Lawas Utara van de provincie Noord-Sumatra, Indonesië. Aek Kundur telt 479 inwoners (volkstelling 2010).